# Roberto II di Fiandra
Roberto II di Fiandra, detto Roberto di Gerusalemme (in latino: Robertus Hierosolimitanus) o Roberto il crociato dopo aver preso parte alla prima crociata (1065 circa – Meaux, 5 ottobre 1111), è stato un cavaliere medievale normanno fu conte delle Fiandre dal 1093 fino alla sua morte.

## Origine
Secondo il documento n° XXIX del Cartulaire de l'Abbaye de Saint-Bertin, Roberto era il figlio primogenito del conte delle Fiandre, Roberto I, e, come ci conferma la Genealogica Comitum Flandriæ Bertiniana, della moglie, Gertrude di Sassonia, che, sia secondo la Genealogica Comitum Flandriæ Bertiniana, che secondo la Genealogia ex stirpe Sancti Arnulfi descendentium Mettensis era figlia di Bernardo II di Sassonia e di Eilika di Schweinfurt (secondo l'Annalista Saxo era la legittima moglie di Bernardo II di Sassonia), che ancora secondo l'Annalista Saxo era la figlia di Enrico di Schweinfurt Margravio di Nordgau e della moglie Gerberga di Hammerstein (come conferma la Thietmari Merseburgensis episcopi Chronicon Gerberga (dominam suam Gerbergam), durante la ribellione del 1003 era custodita dal cognato, Bucco, (frater comitis Heinrici, Bucco nominem).
Roberto I di Fiandra, secondo la Genealogica Comitum Flandriæ Bertiniana, era il figlio terzogenito (ultimogenito) di Baldovino V, conte delle Fiandre, e della sorella del re di Francia, Enrico I (come ci conferma il monaco e cronista inglese, Orderico Vitale), Adele di Francia, che secondo la Genealogiæ Scriptoris Fusniacensis era figlia del re di Francia, Roberto II, detto il Pio e di Costanza d'Arles.

## Biografia

### Gioventù
Sua madre, Gertrude era vedova del conte d'Olanda, Fiorenzo I, dal 1061, come confermano gli Annales Egmundani, ed era reggente della contea, per conto del figlio, Teodorico V, ancora minorenne; suo padre, Roberto di Fiandra, allora governò la contea, per conto del figliastro, come conferma anche il capitolo nº 47a della Chronologia Johannes de Beke.
Suo padre, sperando di attribuire la Contea delle Fiandre al ramo cadetto (la cosiddetta branca baldovinita), prese ad associarlo al governo della Contea intorno al 1077; gli Annales Blandinienses ricordano che fu associato dal padre, nel 1086. Dal 1085 al 1091 egli fu quindi reggente della Contea mentre suo padre era lontano per un pellegrinaggio in Terrasanta.
Dopo la morte del padre, Roberto I, nel 1093, Roberto succedette al padre come Roberto II, conte di Fiandra, come ci testimoniano gli Annales Blandinienses.

### La partecipazione di Roberto II alla prima crociata

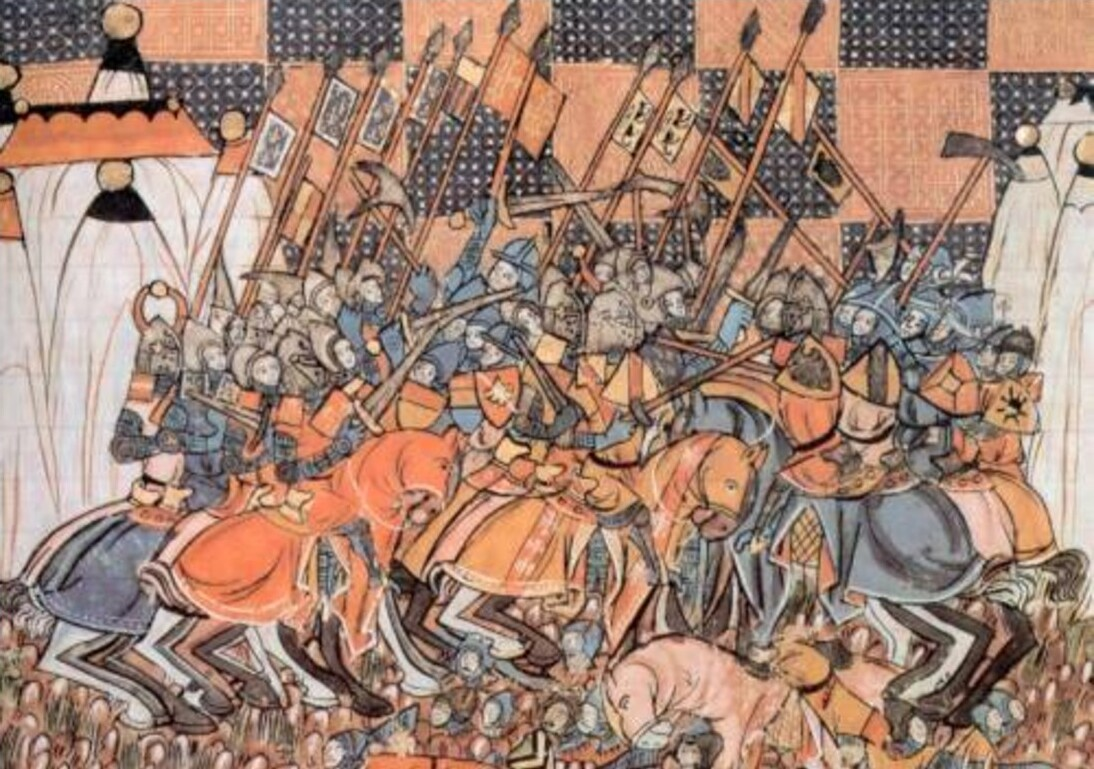
La battaglia di Dorileo.

Nel 1096, Roberto II, prese parte della spedizione della prima crociata, voluta da papa Urbano II nel 1095. Roberto, prima di avventurarsi nella crociata, istituì un consiglio di reggenza per le Fiandre, e secondo lo storico britannico, noto medievalista e bizantinista, Steven Runciman, nel suo A History of the Crusades: Volume 1 (non consultato), sua moglie, Clemenza di Borgogna, resse la contea per gli anni (1096 - 1100) in cui Roberto II partecipò alla crociata. Roberto II seguì poi, nel 1096, nell'impresa il cugino, il duca di Normandia, Roberto II, che secondo Guglielmo di Malmesbury, in quello stesso anno, aveva ipotecato il ducato di Normandia al fratello, il re d'Inghilterra, Guglielmo II il Rosso, per la somma di 10.000 marchi, allo scopo di raccogliere denaro per partire per la Terra santa con la Prima Crociata; ancora Guglielmo di Malmesbury ci informa che partirono, nel settembre del 1096, con un seguito di cavalieri inglesi, normanni, franchi e fiamminghi, tra cui il cognato di Roberto II di Normandia, il conte di Blois, Châteaudun, Chartres e Meux, Stefano II ed il conte di Boulogne, Eustachio III, col fratello, il Duca della Bassa Lorena (Lotaringia), Goffredo di Buglione. Pare che fossero con loro anche dei soldati italiani, visto che Bonoli scrive che due compagnie di Forlivesi "giunsero in Asia insieme col conte Roberto Fiammingo".
I Crociati di cui sopra attraversarono la Francia e l'Italia, e secondo il monaco e cronista inglese, Orderico Vitale, passando per Roma, guidati da Roberto II di Normandia, resero visita a papa Urbano II, mentre Guglielmo di Malmesbury narra che incontrarono il papa a Lucca e proseguirono per Roma.
Proseguirono per la Puglia, dove Roberto delle Fiandre si imbarcò nel dicembre di quello stesso anno, per svernare in Epiro. Roberto, in primavera, parti per Costantinopoli.
Il professore scozzese, William B. Stevenson, definisce Roberto uno dei principali capi della prima crociata, ma pur avendo spiccate doti militari e pur disponendo di risorse finanziarie superiori a quelle di altri capi crociati, nella spedizione ebbe un ruolo di secondo piano.
Dopo aver raggiunto Costantinopoli, i crociati furono obbligati a far giuramento di fedeltà feudale all'imperatore bizantino Alessio I Comneno, promettendo quindi di restituire all'Impero bizantino ogni terra che fosse stata riconquistata. Roberto, il cui padre aveva servito anch'egli sotto l'imperatore Alessio durante il suo pellegrinaggio nel 1080, non ebbe alcun problema e acconsentì subito a prestare questo giuramento, a differenza di molti altri comandanti della crociata; inoltre gli altri comandanti non sembravano nemmeno intenzionati ad adempiere al loro votum crucis tanto presto, preferendo trattenersi nella capitale bizantina, la più grande e fastosa metropoli dell'intero mondo cristiano.

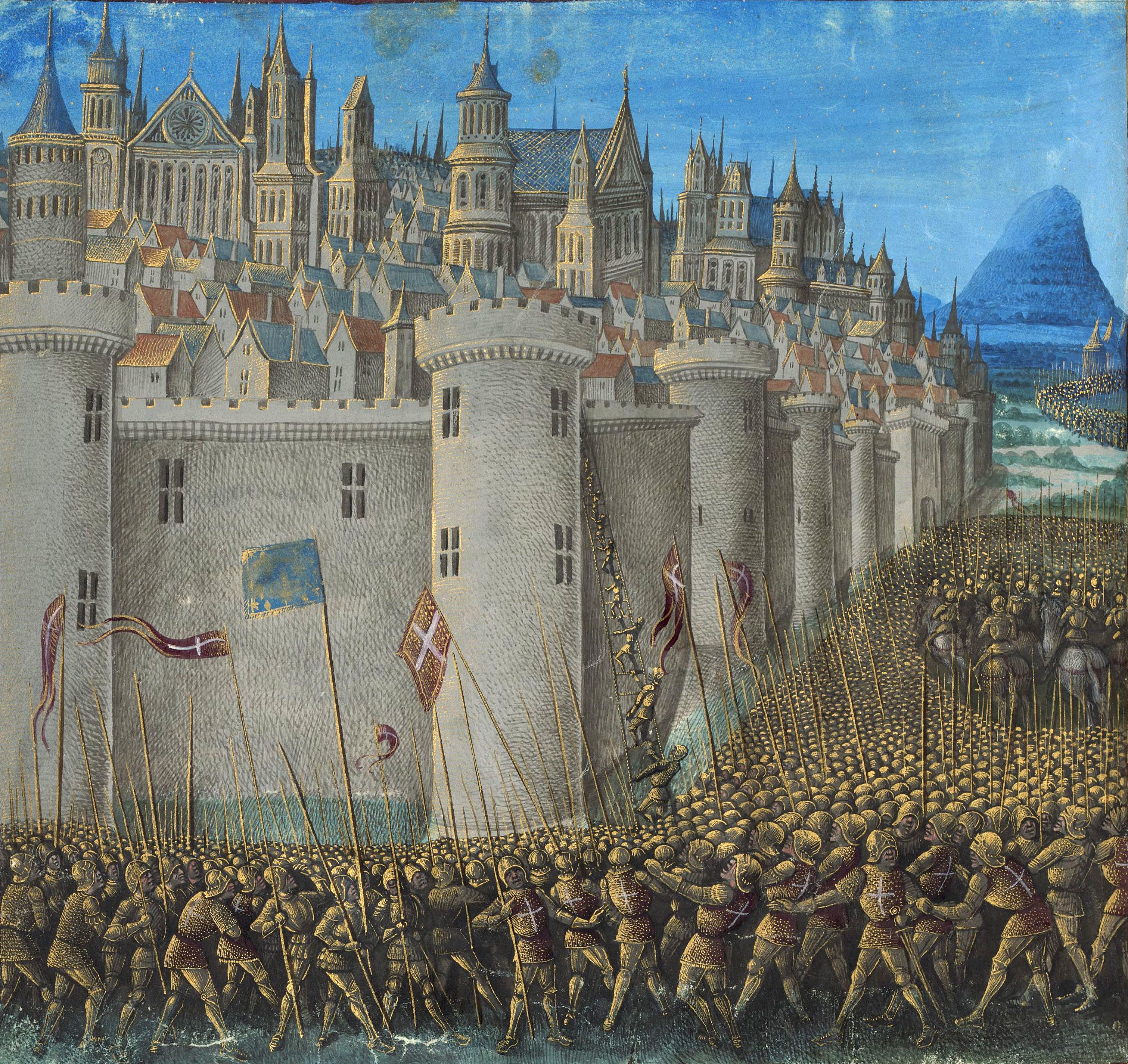
L'assedio di Antiochia.

Quando finalmente i crociati sbarcarono in Asia Minore, nel 1097, si diressero verso la città di Nicea, la più importante città dell'Asia Minore, che era caduta nel 1077 nelle mani dei Turchi selgiuchidi. Nicea fu posta sotto assedio, nella prima metà di maggio. Roberto di Fiandra partecipò all'assedio sino alla resa di Nicea, il 19 giugno, al contingente navale dei Bizantini, che impedirono il saccheggio della città e risparmiarono la vita ai difensori. L'assedio di Nicea viene descritto nei particolari dal canonico e custode della chiesa di Aquisgrana, il cronachista della Prima Crociata, Alberto di Aquisgrana.
Dopo la conquista di Nicea, l'armata diresse su Antiochia in due gruppi, su strade separate distanziati di circa due miglia. Il 1º luglio, il primo gruppo, più esiguo, composto quasi interamente da Normanni, tra cui oltre a Roberto vi erano Boemondo di Taranto con suo nipote Tancredi e Roberto II di Normandia ed anche Stefano II di Blois ed i Bizantini, Tatikios, Manuele Boutoumites e Tzitas, come ci informa il Gesta Francorum et aliorum Hierosolymitanorum fu attaccato dall'esercito turco e fu circondato dai Selgiuchidi, comandati dal sultano Qilij Arslan I, dando inizio alla Battaglia di Dorylaeum. I normanni resistettero per quasi due ore finché giunsero gli altri crociati, guidati da Raimondo IV di Tolosa, Goffredo di Buglione e Ugo I di Vermandois, che, con una irresistibile carica sbaragliarono e dispersero la cavalleria leggera turca, riportando una netta vittoria in circa tre ore, compreso l'inseguimento e la conquista del campo avversario.
I crociati poterono continuare la loro marcia verso la terra Santa.
Nell'autunno del 1097, Roberto, insieme ai crociati, arrivò ad Antiochia, che era caduta in mano ai Selgiuchidi nel 1085. Prima di porre l'assedio alla città Roberto di Fiandra e Raimondo di Tolosa conquistarono una parte della Siria settentrionale, per assicurarsi una solida posizione prima dell'assedio L'assedio iniziò il 21 ottobre dello stesso anno e durò molti mesi.
In novembre Roberto, assieme a Roberto di Normandia e a Boemondo di Taranto ebbero la meglio su un contingente avversario uscito dal castello di Harim. In dicembre, ancora con Roberto e Boemondo lasciarono brevemente l'esercito per razziare il territorio circostante e rifornire così l'esercito di viveri. Per caso il loro piccolo esercito si scontrò con i turchi guidati da Duqāq ibn Tutush di Damasco. Il 30 dicembre i tre riuscirono a sconfiggere l'esercito turco che era stato inviato per alleviare l'assedio su Antiochia. La città d'Antiochia, nei primi mesi dell'anno successivo fu soggetta a forti privazioni che portarono al tradimento un soldato armeno affamato, corrotto da Boemondo, e Roberto fu uno tra i primi a entrare nella città, il 3 giugno 1098; ma appena pochi giorni dopo che i crociati avevano preso Antiochia, furono a loro volta assediati da Kerbogha di Mossul e, per la prima volta i Crociato si dettero un capo supremo: Boemondo di Taranto. Il 28 giugno 1098 i crociati si diressero contro l'esercito turco, sapendo che avrebbero ingaggiato battaglia; Roberto e Ugo di Vermandois comandavano le prime sei formazioni dell'esercito crociato, che ebbe la meglio e Kerbogha, distrutto il suo campo si diede alla fuga.
Roberto, insieme a Boemondo, Raimondo e Goffredo, occuparono nuovamente la cittadella, ma presto Boemondo rivendicò la città per se stesso. Anche Raimondo rivendicava per sé la città, ma Boemondo, che godeva del sostegno di Roberto e di altri nobili, poté divenire signore d'Antiochia.

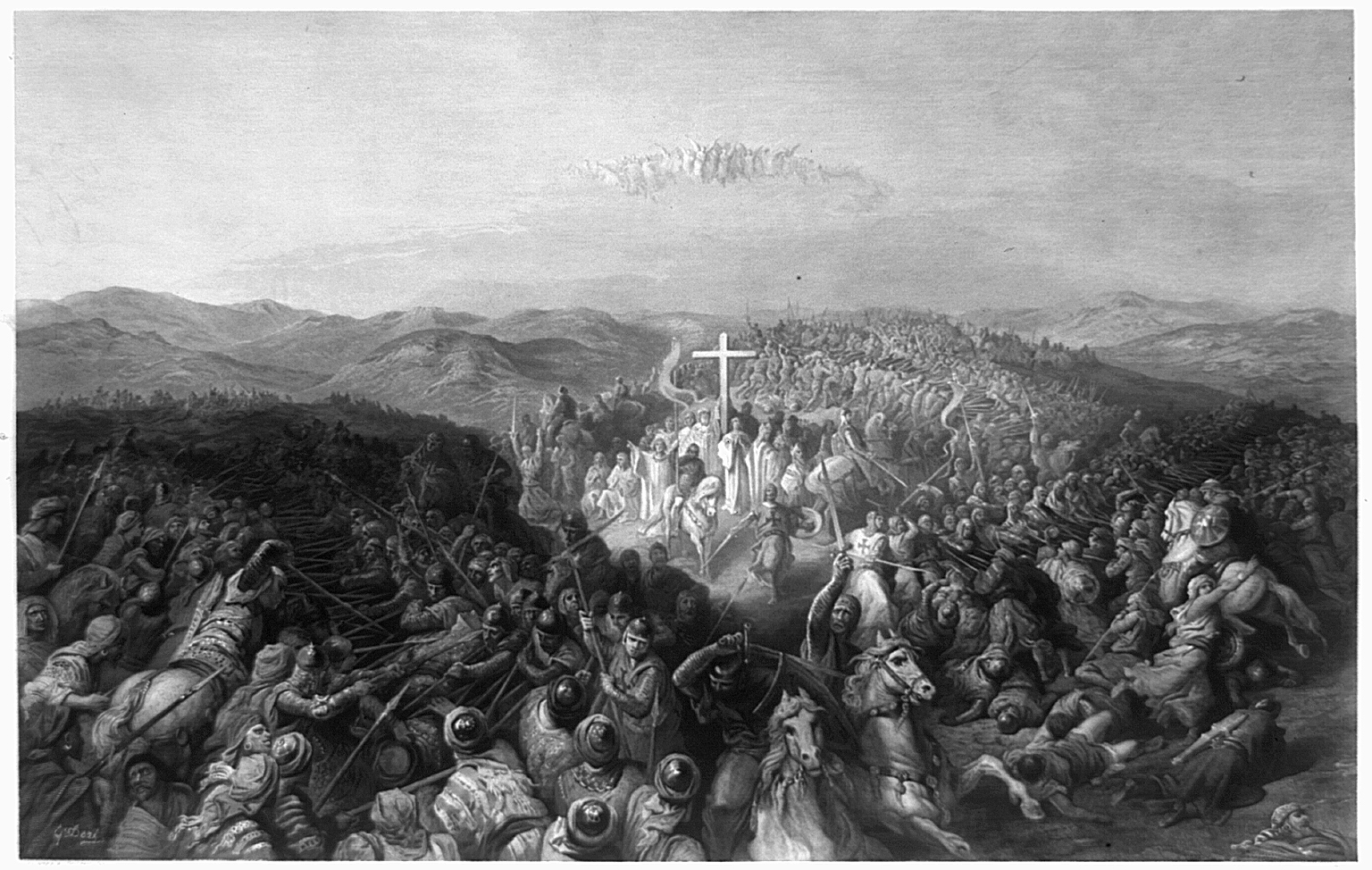
La battaglia di Ascalona, in un'incisione del 1881.

Questa controversia ritardò ancor di più il proseguimento della crociata. Raimondo IV di Tolosa sì allontanò da Antiochia per attaccare Maʿarrat al-Nuʿmān, che fu conquistata; anche Roberto prese parte a questo assedio. Raimondo quindi cercò di corrompere Roberto e gli altri comandanti per farsi così nominare signore di Antiochia al posto di Boemondo. A Roberto furono offerti 6.000 solidi, ma ogni tentativo di corromperlo fu vano perché Roberto sì rifiutò di accettare. Raimondo, con Roberto di Normandia e Tancredi d'Altavilla, partirono per Gerusalemme nel gennaio del 1099, ma Roberto e Goffredo di Buglione rimasero ad Antiochia fino a febbraio e raggiunsero l'esercito di Raimondo durante l'assedio di Arqa. Dopo aver abbandonato l'assedio di Arqa alla metà di maggio, avanzarono lentamente verso Gerusalemme; il 3 giugno occuparono la città di Ramla, dove Roberto e Gastone IV di Béarn comandarono l'avanguardia nella battaglia. L'esercito crociato, il 7 giugno, arrivò a Gerusalemme, che fu posto sotto assedio; il primo tentativo di assalto alla città (13 giugno) fallì per la mancanza di macchine d'assedio; allora Roberto con Tancredi d'Altavilla presero parte a una spedizione in Samaria per trovare legname per costruire le macchine d'assedio per l'assedio di Gerusalemme. Il secondo tentativo fu iniziato il 13 luglio e la città cadde il 15 luglio.
Quando Gerusalemme fu conquistata, il 15 luglio, Goffredo, grazie al sostegno di Roberto e degli altri nobili, fu nominato "Difensore del Santo Sepolcro" a scapito dell'altro pretendente, Raimondo, feudatario ben più importante di lui, sostenuto dalla Chiesa e da Costantinopoli, ma per natura ritroso ad accettare un ruolo di primato nella Crociata.; secondo il professore scozzese, William B. Stevenson, il primo a cui fu offerta la carica fu Raimondo che rifiutò in quanto pensava che tale carica spettasse ad un alto dignitario della chiesa.
Il 9 agosto marciò insieme a Goffredo per affrontare i Fatimidi, comandati dal loro vizir al-Afdal Shahanshah, che era giunto per tentare di liberare Gerusalemme dai crociati: in questo conflitto, che avvenne ad Ascalona e che si concluse con la vittoria dei crociati, che erano inferiori di numero, Roberto faceva parte dell'ala centrale. Tuttavia Goffredo e Raimondo litigarono sul possesso di Ascalona (unica città fatimide in grado di essere vettovagliata dal Cairo via mare) e persino Roberto non sostenne Goffredo in questa controversia. Malgrado questo grave errore strategico la vittoria consentì la costituzione del Regno di Gerusalemme.

### Il ritorno verso le Fiandre
Alla fine dell'agosto 1099, dopo aver preso parte in agosto alla battaglia di Ascalona, Roberto, assieme a Roberto di Normandia, privo di feudi ma carico di gloria (secondo Guglielmo di Malmesbury Roberto di Normandia aveva rifiutato il trono di Gerusalemme), decise di lasciare la Terra Santa e rientrare nelle Fiandre. Sulla via di ritorno Roberto, conquistò la città di Latakia, che restituì all'impero bizantino, come aveva promesso anni prima all'imperatore bizantino. Raimondo rimase lì, mentre i due Roberto proseguirono il loro viaggio verso casa, dirigendosi intanto verso Costantinopoli, Roberto, fu accolto da Alessio, che gli chiese se voleva rimanere al suo servizio, ma Roberto non accettò, perché voleva ritornare in patria ma, per la fedeltà mostrata, l'imperatore gli donò una preziosa reliquia, il braccio di San Giorgio: reliquia che fu poi collocata da Roberto nella chiesa di Anchin nelle Fiandre.
Nell'inverno di quell'anno arrivarono in Puglia e, mentre Roberto proseguiva per le Fiandre, nella primavera del 1100, ormai prossimo ai cinquant'anni, Roberto di Normandia si sposò con la figlia di Goffredo, primo Conte di Conversano, Sibilla di Conversano, come ci conferma Guglielmo di Jumièges.
Dopo esser tornato nelle sue amate Fiandre, Roberto costruì un monastero dedicato a Sant'Andrea a Betferkerke, vicino a Bruges. Gli abitanti delle Fiandre dettero due soprannomi a Roberto, uno era Roberto di Gerusalemme e l'altro Roberto il Crociato. Questi soprannomi gli furono dati a causa della sua partecipazione alle crociate e a causa del bottino portato con sé.

### Guerra contro il Sacro Romano Impero
Durante la sua assenza, l'imperatore del Sacro Romano Impero, Enrico IV aveva cercato di aumentare la propria influenza sulle Fiandre, e assieme al suo alleato, il vescovo Gaulcher (antivescovo di Cambrai), aveva riconosciuto l'autonomia dal conte Roberto II al Comune di Cambrai; Roberto rispose alle ostilità, ed il comune di Cambrai dovette venire a patti col conte e mantenne l'autonomia sino al 1107. La pace fu ristabilita nel 1103 e Roberto rese quindi omaggio all'imperatore.
Dopo il 1105, Roberto ebbe una controversia col nuovo imperatore, Enrico V, che, nel 1107, marciò sulle Fiandre, con l'aiuto di Baldovino III, conte di Hainaut e di un esercito olandese. Roberto fermò i suoi nemici al di fuori di Douai e riuscì così a firmare una nuova pace, in cui l'imperatore riconobbe a Roberto sia la città di Douai, sia quella di Cambrai.

### Alleanza con l'Inghilterra
Nel 1103 sì alleò con il re d'Inghilterra Enrico I, offrendo 1.000 cavalieri in cambio di un tributo annuale, alleanza che fu rinnovata nel 1110; secondo il cronista e monaco benedettino dell'abbazia di Malmesbury, nel Wiltshire (Wessex), Guglielmo di Malmesbury, il tributo che veniva versato dai tempi di Guglielmo il Conquistatore, con Enrico I non venne più pagato.
Secondo lo storico David Nicholas, nel suo Medievale Flanders del 1992, Roberto, nel 1106, si unì a Enrico I nella guerra contro il duca di Normandia, il fratello di Enrico I ed ex crociato, Roberto II; dopo alcune vittorie, l'esercito inglese bruciò Bayeux e occupò Caen, per proseguire verso la contea di Mortain, dove Guglielmo di Mortain, con Roberto II si erano asserragliati, nel castello di Tinchebray, dove avvenne lo scontro decisivo tra i due fratelli, Enrico e Roberto II di Normandia. Secondo il Florentii Wigornensis Monachi Chronicon Enrico aveva assediato il castello di Tinchebray e la battaglia con la vittoria di Enrico avvenne il 29 settembre 1106.

### Alleanza col re di Francia e morte
Dopo essere divenuto re di Francia, nel 1108, Luigi VI il Grosso, secondo Orderico Vitale, ebbe problemi col conte di Blois, di Chartres, di Meaux e di Châteaudun, signore di Sancerre e Amboise, conte di Troyes e conte di Champagne, Tebaldo II che era in rivolta contro Luigi VI insieme ad altri baroni francesi. Roberto si unì all'esercito reale che si dirigeva contro Meaux, dove Tebaldo si era ritirato ma, in una strettoia, vicino alla città, cadde dal suo cavallo e finì sotto le zampe della cavalleria e morì poco dopo, il 5 ottobre 1111, per le ferite riportate, come confermano anche gli Annales Blandinienses; il suo corpo fu trasportato ad Arras, dove venne sepolto nella'abbazia di San Vedasto. Gli succedette il figlio Baldovino, come Baldovino VII conte di Fiandra.

## Matrimonio e discendenza
Roberto II aveva sposato Clemenza di Borgogna, che, secondo la Genealogica Comitum Flandriæ Bertiniana era figlia del conte di Borgogna, conte di Mâcon e conte di Vienne, Guglielmo I, detto il Grande o l'Ardito (Clementiam filiam Willelmi comitis Burgundionum cognomento Testahardith) (1020 – 1087), e di Stefania di Borgogna (ca. 1035 – dopo il 1088), di cui non si conoscono con esattezza gli ascendenti: 
- la versione più accreditata è che fosse contessa Vienne, figlia di Gerardo di Vienne
- secondo lo storico Szabolcs de Vajay, era la figlia del Duca dell'Alta Lorena (Lotaringia), Adalberto, conosciuto anche come "Conte di Longwy"
- secondo lo storico e genealogista francese, Pierre de Guibours, detto Père Anselme de Sainte-Marie o più brevemente Père Anselme era figlia del conte di Barcellona, Gerona e Osona, Berengario Raimondo I di Barcellona, e della sua prima moglie, Sancha Sánchez di Castiglia (una seconda versione sostiene che fosse figlia della seconda moglie, Guisla de Lluça)
- secondo lo storico Maurice Chaume, invece era figlia di una delle figlie (Adelaide o Stefania) del conte di Barcellona, Gerona e Osona, Raimondo Borrell III, e di Ermesinda di Carcassonne
- infine lo storico francese specializzato nella genealogia dei personaggi dell'Antichità e dell'Alto Medioevo, Christian Settipani, sostiene che fosse figlia del Conte di Bigorre, Bernardo II, e della prima mogòie, Clemenza.

Clemenza era la sorella di Guido di Borgogna (1050-1124), futuro papa con il nome di Callisto II e di Raimondo di Borgogna (circa 1062 – 1107), futuro conte di Galizia e di Coimbra e futuro padre del re Alfonso VII di Castiglia che sarà detto l'imperatore di Spagna.
Il matrimonio tra Roberto e Clemenza come ci viene confermato dal documento n° LXXIV del Cartulaire de l'Abbaye de Saint-Bertin, dove viene citata come contessa (Clementie Flandrarum comitisse) quale moglie di Roberto (nam conjux eius, Robertus iunior). Il matrimonio di Clemenza con l'erede della contea di Fiandra, Roberto, era stato concordato nel 1090 circa durante il viaggio di ritorno del conte di Fiandra, Roberto I, da un pellegrinaggio a Gerusalemme (il cronista e monaco benedettino dell'abbazia di Malmesbury, nel Wiltshire (Wessex), Guglielmo di Malmesbury, nel suo Gesta Regum Anglorum ci riporta che, tra il 1086 ed il 1090, RobertoI fece un pellegrinaggio a Gerusalemme). 
Clemenza a Roberto diede tre figli:
- Baldovino[51] (1092 circa-giugno 1119), conte di Fiandra
- Guglielmo[51] (1094circa- 1109)
- Filippo[46] (1095- † giovane).

## Ascendenza
|                         |                        |                       | Genitori                |  |  | Nonni |  |  | Bisnonni                |  |  | Trisnonni             |  |
|                         |                        |                       |                         |  |  |       |  |  | Baldovino IV di Fiandra |  |  | Arnolfo II di Fiandra |  |
|                         |                        |                       |                         |  |  |       |  |  | Baldovino IV di Fiandra |  |  | Arnolfo II di Fiandra |  |
|                         |                        | Rozala d'Ivrea        |                         |  |  |       |  |  | Baldovino IV di Fiandra |  |  |                       |  |
| Baldovino V di Fiandra  |                        |                       |                         |  |  |       |  |  | Baldovino IV di Fiandra |  |  |                       |  |
|                         |                        | Ogiva di Lussemburgo  | Federico di Lussemburgo |  |  |       |  |  |                         |  |  |                       |  |
|                         |                        | Ogiva di Lussemburgo  | Federico di Lussemburgo |  |  |       |  |  |                         |  |  |                       |  |
|                         |                        | Ogiva di Lussemburgo  | Ermentrude di Gleiberg  |  |  |       |  |  |                         |  |  |                       |  |
| Roberto I di Fiandra    |                        | Ogiva di Lussemburgo  |                         |  |  |       |  |  |                         |  |  |                       |  |
|                         |                        | Roberto II di Francia | Ugo Capeto              |  |  |       |  |  |                         |  |  |                       |  |
|                         |                        | Roberto II di Francia | Ugo Capeto              |  |  |       |  |  |                         |  |  |                       |  |
|                         |                        | Roberto II di Francia | Adelaide d'Aquitania    |  |  |       |  |  |                         |  |  |                       |  |
| Adele di Francia        |                        | Roberto II di Francia |                         |  |  |       |  |  |                         |  |  |                       |  |
|                         |                        | Costanza d'Arles      | Guglielmo I di Provenza |  |  |       |  |  |                         |  |  |                       |  |
|                         |                        | Costanza d'Arles      | Guglielmo I di Provenza |  |  |       |  |  |                         |  |  |                       |  |
|                         |                        | Costanza d'Arles      | Adelaide d'Angiò        |  |  |       |  |  |                         |  |  |                       |  |
| Roberto II di Fiandra   |                        | Costanza d'Arles      |                         |  |  |       |  |  |                         |  |  |                       |  |
|                         | Bernardo I di Sassonia | Hermann Billung       |                         |  |  |       |  |  |                         |  |  |                       |  |
|                         | Bernardo I di Sassonia | Hermann Billung       |                         |  |  |       |  |  |                         |  |  |                       |  |
|                         | Bernardo I di Sassonia | Oda                   |                         |  |  |       |  |  |                         |  |  |                       |  |
| Bernardo II di Sassonia | Bernardo I di Sassonia |                       |                         |  |  |       |  |  |                         |  |  |                       |  |
|                         |                        | Hildegard di Stade    | Enrico I di Stade       |  |  |       |  |  |                         |  |  |                       |  |
|                         |                        | Hildegard di Stade    | Enrico I di Stade       |  |  |       |  |  |                         |  |  |                       |  |
|                         |                        | Hildegard di Stade    | Hildegar di Reinhausen  |  |  |       |  |  |                         |  |  |                       |  |
| Gertrude Billung        |                        | Hildegard di Stade    |                         |  |  |       |  |  |                         |  |  |                       |  |
|                         |                        | Enrico di Schweinfurt | Bertoldo di Schweinfurt |  |  |       |  |  |                         |  |  |                       |  |
|                         |                        | Enrico di Schweinfurt | Bertoldo di Schweinfurt |  |  |       |  |  |                         |  |  |                       |  |
|                         |                        | Enrico di Schweinfurt | Eiliswintha di Walbeck  |  |  |       |  |  |                         |  |  |                       |  |
| Eilika di Schweinfurt   |                        | Enrico di Schweinfurt |                         |  |  |       |  |  |                         |  |  |                       |  |
|                         |                        | Gerberga di Gleiberg  | Eriberto di Wetterau    |  |  |       |  |  |                         |  |  |                       |  |
|                         |                        | Gerberga di Gleiberg  | Eriberto di Wetterau    |  |  |       |  |  |                         |  |  |                       |  |
|                         |                        | Gerberga di Gleiberg  | Irmintrudis von Avalgau |  |  |       |  |  |                         |  |  |                       |  |
|                         |                        | Gerberga di Gleiberg  |                         |  |  |       |  |  |                         |  |  |                       |  |

### Fonti primarie
- (LA)  Monumenta Germaniae Historica, Scriptores, tomus V.
- (LA)  Monumenta Germaniae Historica, Scriptores, tomus VI.
- (LA)  Monumenta Germaniae Historica, Scriptores, tomus IX.
- (LA)  Monumenta Germaniae Historica, Scriptores, tomus XIII[collegamento interrotto].
- (LA)  Monumenta Germaniae Historica, Scriptores, tomus XVI.
- (LA)  Monumenta Germaniae Historica, Scriptores, tomus XXV.
- (LA)  Ordericus Vitalis, Historia Ecclesiastica, vol. II.
- (LA)  Ordericus Vitalis, Historia Ecclesiastica, vol. IV, liber X - XIII.
- (LA)  Obituaires de la province de Sens. Tome 1.
- (LA)  HISTORIA HIEROSOLYMITANAE EXPEDITIONIS.
- (LA)  Thietmari Merseburgensis episcopi Chronicon.
- (LA)  Florentii Wigorniensis monachi Chronicon, Tomus II.
- (LA)  Chronologia Johannes de Bek.
- (LA)  Cartulaire de l'Abbaye de Saint-Bertin.
- (EN)  The Ecclesiastical History of England and Normandy, Volume 3.
- (EN)  Chronicle of the Kings of England: From the Earliest Period to the Reign, of king William's children.
- (LA)  Historiæ Normannorum Scriptores Antiqui.

### Letteratura storiografica
- Steven Runciman, A History of the Crusades, vol. I The First Crusade, Cambridge University Press, 1951.
- Z.N. Brooke, La Germania sotto Enrico IV e Enrico V, in Storia del Mondo Medievale, cap. XIII, vol. IV La riforma della chiesa e la lotta fra papi e imperatori, 1999,  pp. 422-482.
- William B. Stevenson, La prima crociata, in Storia del Mondo Medievale, cap. XX, vol. IV La riforma della chiesa e la lotta fra papi e imperatori, 1999,  pp. 718-756.
- William John Corbett, Inghilterra, 1087-1154, in Storia del Mondo Medievale, cap. II, vol. VI Declino dell'impero e del papato e sviluppo degli stati nazionali, 1999,  pp. 56-98.